# Nesoryzomys darwini
Nesoryzomys darwini је изумрла врста глодара из породице хрчкова (лат. Cricetidae). 

## Распрострањење
Пре изумирања, само Галапагос (Еквадор).

## Станиште
Врста Nesoryzomys darwini је имала станиште на копну.

## Угроженост
Ова врста је наведена као изумрла, што значи да нису познати живи примерци.